# Geht so. Wegbeschreibungen
Geht so. Wegbeschreibungen ist ein 2007 erschienenes Buch von Peter Hein. 
In seinem ersten Buch „Geht so. Wegbeschreibungen“ macht sich das Gründungsmitglied der Band Fehlfarben, Peter Hein, auf den Weg durch Deutschland, Italien und die Schweiz. Es ist eine Art Tourtagebuch mit literarischen Texten zu Städten wie Augsburg, Tuttlingen oder Würzburg.
Der Titel „Geht so“ ist nicht die Antwort auf die Frage nach dem Befinden. „Geht so“ meint vielmehr den Zustand eines mobilen Verhaltens, in der Definition von Peter Hein wird der „Weg ins Unbekannte zur Wanderung, kein erkennbares Ziel“: Wegbeschreibungen zu deutschen und europäischen Städten.

## Rezensionen
Hans Hoff in der Welt am Sonntag, 21. Oktober 2007:
„Schnell ist zu spüren, daß Hein wenig von seiner frühen Wut verloren hat. Das ist sehr angenehm in Zeiten, da es auf dem Buchmarkt  wimmelt von glatt gebügelten Ich-Expeditionen krisengeschüttelter Übrigbleiber. – Eine literarische Deutschland-Schau der ganz besonderen Art.“
Richard Kämmerlings in der Frankfurter Allgemeinen Zeitung, 30. November 2007:
„Ein höchst lesenswertes Buch über Deutschland, in dem sich ein ,fremder‘, fast stadtsoziologisch kühler Blick mit  Geschichtsbewusstsein verbindet. Dabei läuft Hein dort zur Bestform auf, wo er Hasslieben freien Lauf lassen kann. Alles in allem: ein kleines, feines Gegenwartsbuch, ein lehrreicher Cicerone in rheinisch-antikapitalistischer Lo-Fi-Ästhetik, die glossa continua eines Zeitgenossen im wahren Sinne des Wortes.“
Ulrich Gutmair in die tageszeitung, 11. Dezember 2007:
„Ein Punk auf Bildungsreise – ,Geht so' ist ein kurzweiliges, höchst empfehlenswertes Stück Literatur, das vom Leben im globalisierten Deutschland handelt.“